# Parábola de la lámpara

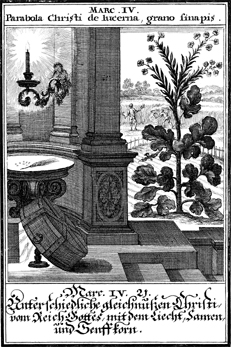
Ilustración de la parábola, junto con la parábola del crecimiento de la semilla, que sigue en Marcos.

La parábola de la lámpara (o también conocida como la lámpara bajo el celemín o la lámpara debajo de un almud) es una de las parábolas de Jesús. Se presenta en tres de los evangelios canónicos del Nuevo Testamento. Las diferencias encontradas en Mateo 5:14-15, Marcos 4:21-25 y Lucas 8:16-18 son menores. Una versión abreviada de la parábola también aparece en el evangelio no canónico de Tomás (33).

## Texto bíblico
En el Evangelio de Lucas, Jesús dijo:

Nadie enciende una lámpara para luego ponerla en un lugar escondido o cubrirla con un cajón, sino para ponerla en una repisa, a fin de que los que entren tengan luz. Tus ojos son la lámpara de tu cuerpo. Si tu visión es clara, todo tu ser disfrutará de la luz; pero si está nublada, todo tu ser estará en la oscuridad. Asegúrate de que la luz que crees tener no sea oscuridad. Por tanto, si todo tu ser disfruta de la luz, sin que ninguna parte quede en la oscuridad, estarás completamente iluminado, como cuando una lámpara te alumbra con su luz.
Lucas 11:33-36, Nueva Versión Internacional

## Interpretación de la Iglesia católica
En Mateo esta parábola es una continuación del discurso sobre la sal y la luz ya que se inicia con el siguiente mensaje de Jesús:

Vosotros sois la sal de la tierra. Pero si la sal se vuelve sosa ¿con qué se salará?. No vale sino para tirarla fuera y que la pisotee la gente. Vosotros sois la luz del mundo...

La idea clave de la parábola es que "La luz es para ser revelada, no oculta". La luz aquí se ha interpretado como una referencia a Jesús, a su mensaje, o a la respuesta del creyente a ese mensaje.
Las imágenes de la luz así como la de la sal es un reflejo de la situación de quien vive las bienaventuranzas y señalan la importancia de las buenas obras. Cada persona ha de luchar por su propia santificación personal y también por la de los demás. Jesús lo enseña con estas dos expresivas imágenes. La sal preserva a los alimentos de la corrupción. El Señor les indica a sus discípulos son la sal de la tierra, es decir, los que dan sabor divino a todo lo humano, y los que preservan al mundo de la corrupción, manteniendo viva la Alianza con Dios. «Lo que es el alma en el cuerpo, eso son los cristianos en el mundo». La luz es necesaria para caminar, para vivir. En el Antiguo Testamento, esa luz necesaria es Dios, y la palabra de Dios. Los discípulos de Jesús deben ser también, como Él mismo, luz para los que yacen en tinieblas. «Me parece que esta antorcha representa la caridad que debe iluminar y alegrar no sólo a aquellos que más quiero, sino a todos los que están en la casa».